# 4e étape du Tour de France 2024
Pour un article plus général, voir Tour de France 2024.
La 4e étape du Tour de France 2024 se déroule en Italie et en France le mardi 2 juillet 2024 entre Pignerol dans le Piémont et Valloire en Savoie, sur une distance de 139,6 kilomètres.

## Parcours
Partant de la ville piémontaise de Pignerol (Pinerolo en italien), cette courte étape de 138 kilomètres est la première étape de montagne du Tour 2024 et la seule de la première moitié de la Grande Boucle. Les cinquante premiers kilomètres empruntent un tracé en constante montée aboutissant à Sestrières. Après 71 kilomètres, le parcours franchit la frontière franco-italienne au col de Montgenèvre (montée de 8,3 km avec une pente moyenne de 5,9 %). Ensuite, après une courte descente, les coureurs grimpent le mythique col du Galibier (souvenir Henri Desgrange, montée de 23 km avec une pente moyenne de 5,1 %) via le col du Lautaret. Le col du Galibier est franchi à 19 kilomètres de l'arrivée jugée au bas de la descente à Valloire.

## Déroulement de la course
Quelques kilomètres après le sprint intermédiaire remporté par Mads Pedersen, une échappée de dix-sept hommes parmi lesquels le champion du monde Mathieu van der Poel finit par se former. L'avantage des fuyards atteint trois minutes à 70 kilomètres de l'arrivée sur un peloton qui ne laisse pas filer cette échappée. Dès les premiers contreforts du col du Galibier, l'écart fond et les échappés sont repris les uns après les autres. Le dernier fuyard rattrapé par l'avant-garde du peloton est l'Espagnol Oier Lazkano (Movistar), repris à 7,3 km du sommet du Galibier et 26 km du terme.
Les équipiers UAE Emirates de Tadej Pogačar impriment un rythme soutenu pendant la suite de l'ascension, décramponnant le maillot jaune Richard Carapaz à 6,5 km du sommet ainsi que la plupart des coureurs au fil de la montée. À 4 km du sommet, le groupe de tête ne compte plus que huit unités : Pogačar et ses équipiers Juan Ayuso et João Almeida, Remco Evenepoel et son équipier Mikel Landa, Carlos Rodríguez, Jonas Vingegaard et Primož Roglič, ce dernier au bord de la rupture. Tadej Pogačar attaque à 800 mètres du sommet. Dans un premier temps, le seul Jonas Vingegaard réussit à prendre sa roue mais doit laisser filer le Slovène 300 mètres plus loin. Pogačar franchit le col du Galibier avec sept secondes d'avance sur Vingegaard et une douzaine de secondes sur Evenepoel.
Pogačar se lance à fond dans la descente vers l'arrivée et augmente substantiellement son avance sur les poursuivants qui finissent par se regrouper à 4 kilomètres du terme dans un groupe de cinq hommes. Pogačar s'impose en solitaire à Valloire. Remco Evenepoel remporte le sprint de ce groupe de chasse 35 secondes après l'arrivée du Slovène qui reprend le maillot jaune.

## Résultats
Cette section présente les résultats et prix obtenus au cours de l'étape.

### Classement de l'étape
| Classement de la 4e étape | Classement de la 4e étape | Classement de la 4e étape | Classement de la 4e étape | Classement de la 4e étape |
|                           | Coureur                   | Pays                      | Équipe                    | Temps                     |
| ------------------------- | ------------------------- | ------------------------- | ------------------------- | ------------------------- |
| 1er                       | Tadej Pogačar             | Slovénie                  | UAE Team Emirates         | en 3 h 46 min 38 s        |
| 2e                        | Remco Evenepoel           | Belgique                  | Soudal Quick-Step         | + 35 s                    |
| 3e                        | Juan Ayuso                | Espagne                   | UAE Team Emirates         | + 35 s                    |
| 4e                        | Primož Roglič             | Slovénie                  | Red Bull-Bora-Hansgrohe   | + 35 s                    |
| 5e                        | Jonas Vingegaard          | Danemark                  | Team Visma-Lease a Bike   | + 37 s                    |
| 6e                        | Carlos Rodríguez          | Espagne                   | Ineos Grenadiers          | + 37 s                    |
| 7e                        | Mikel Landa               | Espagne                   | Soudal Quick-Step         | + 53 s                    |
| 8e                        | João Almeida              | Portugal                  | UAE Team Emirates         | + 53 s                    |
| 9e                        | Giulio Ciccone            | Italie                    | Lidl-Trek                 | + 2 min 41 s              |
| 10e                       | Santiago Buitrago         | Colombie                  | Bahrain Victorious        | + 2 min 41 s              |
| modifier                  |                           |                           |                           |                           |

### Bonifications en temps
|   | Coureur          | Pays     | Équipe                  | Secondes |
| - | ---------------- | -------- | ----------------------- | -------- |
| 1 | Tadej Pogačar    | Slovénie | UAE Team Emirates       | 8 s      |
| 2 | Jonas Vingegaard | Danemark | Team Visma-Lease a Bike | 5 s      |
| 3 | Remco Evenepoel  | Belgique | Soudal Quick-Step       | 2 s      |

|   | Coureur         | Pays     | Équipe            | Secondes |
| - | --------------- | -------- | ----------------- | -------- |
| 1 | Tadej Pogačar   | Slovénie | UAE Team Emirates | 10 s     |
| 2 | Remco Evenepoel | Belgique | Soudal Quick-Step | 6 s      |
| 3 | Juan Ayuso      | Espagne  | UAE Team Emirates | 4 s      |

### Points attribués
| Sprint intermédiaire Castel del Bosco (km 18,9) | Sprint intermédiaire Castel del Bosco (km 18,9) | Sprint intermédiaire Castel del Bosco (km 18,9) | Sprint intermédiaire Castel del Bosco (km 18,9) | Sprint intermédiaire Castel del Bosco (km 18,9) |
| ----------------------------------------------- | ----------------------------------------------- | ----------------------------------------------- | ----------------------------------------------- | ----------------------------------------------- |
|                                                 | Coureur                                         | Pays                                            | Équipe                                          | Point(s)                                        |
| 1er                                             | Mads Pedersen                                   | Danemark                                        | Lidl-Trek                                       | 20                                              |
| 2e                                              | Biniam Girmay                                   | Érythrée                                        | Intermarché-Wanty                               | 17                                              |
| 3e                                              | Bryan Coquard                                   | France                                          | Cofidis                                         | 15                                              |
| 4e                                              | Jasper Philipsen                                | Belgique                                        | Alpecin-Deceuninck                              | 13                                              |
| 5e                                              | Jonas Abrahamsen                                | Norvège                                         | Uno-X Mobility                                  | 11                                              |
| 6e                                              | Yevgeniy Fedorov                                | Kazakhstan                                      | Astana Qazaqstan Team                           | 10                                              |
| 7e                                              | Alexey Lutsenko                                 | Kazakhstan                                      | Astana Qazaqstan Team                           | 9                                               |
| 8e                                              | Louis Vervaeke                                  | Belgique                                        | Soudal Quick-Step                               | 8                                               |
| 9e                                              | Georg Zimmermann                                | Allemagne                                       | Intermarché-Wanty                               | 7                                               |
| 10e                                             | Oier Lazkano                                    | Espagne                                         | Movistar Team                                   | 6                                               |
| 11e                                             | Oscar Onley                                     | Royaume-Uni                                     | Team dsm-firmenich PostNL                       | 5                                               |
| 12e                                             | Carlos Verona                                   | Espagne                                         | Lidl-Trek                                       | 4                                               |
| 13e                                             | Cristian Rodríguez                              | Espagne                                         | Arkéa-B&B Hotels                                | 3                                               |
| 14e                                             | Magnus Cort Nielsen                             | Danemark                                        | Uno-X Mobility                                  | 2                                               |
| 15e                                             | Tom Pidcock                                     | Royaume-Uni                                     | Ineos Grenadiers                                | 1                                               |
| modifier                                        |                                                 |                                                 |                                                 |                                                 |

| Arrivée d'étape Valloire (km 139,6) | Arrivée d'étape Valloire (km 139,6) | Arrivée d'étape Valloire (km 139,6) | Arrivée d'étape Valloire (km 139,6) | Arrivée d'étape Valloire (km 139,6) |
| ----------------------------------- | ----------------------------------- | ----------------------------------- | ----------------------------------- | ----------------------------------- |
|                                     | Coureur                             | Pays                                | Équipe                              | Point(s)                            |
| 1er                                 | Tadej Pogačar                       | Slovénie                            | UAE Team Emirates                   | 20                                  |
| 2e                                  | Remco Evenepoel                     | Belgique                            | Soudal Quick-Step                   | 17                                  |
| 3e                                  | Juan Ayuso                          | Espagne                             | UAE Team Emirates                   | 15                                  |
| 4e                                  | Primož Roglič                       | Slovénie                            | Red Bull-Bora-Hansgrohe             | 13                                  |
| 5e                                  | Jonas Vingegaard                    | Danemark                            | Team Visma-Lease a Bike             | 11                                  |
| 6e                                  | Carlos Rodríguez                    | Espagne                             | Ineos Grenadiers                    | 10                                  |
| 7e                                  | Mikel Landa                         | Espagne                             | Soudal Quick-Step                   | 9                                   |
| 8e                                  | João Almeida                        | Portugal                            | UAE Team Emirates                   | 8                                   |
| 9e                                  | Giulio Ciccone                      | Italie                              | Lidl-Trek                           | 7                                   |
| 10e                                 | Santiago Buitrago                   | Colombie                            | Bahrain Victorious                  | 6                                   |
| 11e                                 | Felix Gall                          | Autriche                            | Decathlon-AG2R La Mondiale          | 5                                   |
| 12e                                 | Matteo Jorgenson                    | États-Unis                          | Team Visma-Lease a Bike             | 4                                   |
| 13e                                 | Egan Bernal                         | Colombie                            | Ineos Grenadiers                    | 3                                   |
| 14e                                 | Adam Yates                          | Royaume-Uni                         | UAE Team Emirates                   | 2                                   |
| 15e                                 | Geraint Thomas                      | Royaume-Uni                         | Ineos Grenadiers                    | 1                                   |
| modifier                            |                                     |                                     |                                     |                                     |

### Cols et côtes
| Sestrières (km 50,4) 2e catégorie (39,9 km à 3,7 %) | Sestrières (km 50,4) 2e catégorie (39,9 km à 3,7 %) | Sestrières (km 50,4) 2e catégorie (39,9 km à 3,7 %) | Sestrières (km 50,4) 2e catégorie (39,9 km à 3,7 %) | Sestrières (km 50,4) 2e catégorie (39,9 km à 3,7 %) |
| --------------------------------------------------- | --------------------------------------------------- | --------------------------------------------------- | --------------------------------------------------- | --------------------------------------------------- |
|                                                     | Coureur                                             | Pays                                                | Équipe                                              | Point(s)                                            |
| 1er                                                 | Stephen Williams                                    | Royaume-Uni                                         | Israel-Premier Tech                                 | 5                                                   |
| 2e                                                  | Valentin Madouas                                    | France                                              | Groupama-FDJ                                        | 3                                                   |
| 3e                                                  | Warren Barguil                                      | France                                              | Team dsm-firmenich PostNL                           | 2                                                   |
| 4e                                                  | Tobias Johannessen                                  | Norvège                                             | Uno-X Mobility                                      | 1                                                   |
| modifier                                            |                                                     |                                                     |                                                     |                                                     |

| Col de Montgenèvre (km 71,1) 2e catégorie (8,3 km à 5,9 %) | Col de Montgenèvre (km 71,1) 2e catégorie (8,3 km à 5,9 %) | Col de Montgenèvre (km 71,1) 2e catégorie (8,3 km à 5,9 %) | Col de Montgenèvre (km 71,1) 2e catégorie (8,3 km à 5,9 %) | Col de Montgenèvre (km 71,1) 2e catégorie (8,3 km à 5,9 %) |
| ---------------------------------------------------------- | ---------------------------------------------------------- | ---------------------------------------------------------- | ---------------------------------------------------------- | ---------------------------------------------------------- |
|                                                            | Coureur                                                    | Pays                                                       | Équipe                                                     | Point(s)                                                   |
| 1er                                                        | Stephen Williams                                           | Royaume-Uni                                                | Israel-Premier Tech                                        | 5                                                          |
| 2e                                                         | Warren Barguil                                             | France                                                     | Team dsm-firmenich PostNL                                  | 3                                                          |
| 3e                                                         | Valentin Madouas                                           | France                                                     | Groupama-FDJ                                               | 2                                                          |
| 4e                                                         | Tobias Johannessen                                         | Norvège                                                    | Uno-X Mobility                                             | 1                                                          |
| modifier                                                   |                                                            |                                                            |                                                            |                                                            |

| \| Col du Galibier - Souvenir Henri-Desgrange (km 120,7) Hors catégorie (23,0 km à 5,1 %) \| Col du Galibier - Souvenir Henri-Desgrange (km 120,7) Hors catégorie (23,0 km à 5,1 %) \| Col du Galibier - Souvenir Henri-Desgrange (km 120,7) Hors catégorie (23,0 km à 5,1 %) \| Col du Galibier - Souvenir Henri-Desgrange (km 120,7) Hors catégorie (23,0 km à 5,1 %) \| Col du Galibier - Souvenir Henri-Desgrange (km 120,7) Hors catégorie (23,0 km à 5,1 %) \| \| -------------------------------------------------------------------------------------- \| -------------------------------------------------------------------------------------- \| -------------------------------------------------------------------------------------- \| -------------------------------------------------------------------------------------- \| -------------------------------------------------------------------------------------- \| \| \| Coureur \| Pays \| Équipe \| Point(s) \| \| 1er \| Tadej Pogačar \| Slovénie \| UAE Team Emirates \| 20 \| \| 2e \| Jonas Vingegaard \| Danemark \| Team Visma-Lease a Bike \| 15 \| \| 3e \| Remco Evenepoel \| Belgique \| Soudal Quick-Step \| 12 \| \| 4e \| Carlos Rodríguez \| Espagne \| Ineos Grenadiers \| 10 \| \| 5e \| Juan Ayuso \| Espagne \| UAE Team Emirates \| 8 \| \| 6e \| João Almeida \| Portugal \| UAE Team Emirates \| 6 \| \| 7e \| Mikel Landa \| Espagne \| Soudal Quick-Step \| 4 \| \| 8e \| Primož Roglič \| Slovénie \| Red Bull-Bora-Hansgrohe \| 2 \| \| modifier \| \| \| \| \| |                  |          |                         |          |
| Col du Galibier - Souvenir Henri-Desgrange (km 120,7) Hors catégorie (23,0 km à 5,1 %) |                  |          |                         |          |
| | Coureur          | Pays     | Équipe                  | Point(s) |
| 1er | Tadej Pogačar    | Slovénie | UAE Team Emirates       | 20       |
| 2e | Jonas Vingegaard | Danemark | Team Visma-Lease a Bike | 15       |
| 3e | Remco Evenepoel  | Belgique | Soudal Quick-Step       | 12       |
| 4e | Carlos Rodríguez | Espagne  | Ineos Grenadiers        | 10       |
| 5e | Juan Ayuso       | Espagne  | UAE Team Emirates       | 8        |
| 6e | João Almeida     | Portugal | UAE Team Emirates       | 6        |
| 7e | Mikel Landa      | Espagne  | Soudal Quick-Step       | 4        |
| 8e | Primož Roglič    | Slovénie | Red Bull-Bora-Hansgrohe | 2        |
| modifier |                  |          |                         |          |

### Prix de la combativité
- Oier Lazkano  (Movistar Team )

## Classements à l'issue de l'étape
Cette section présente le classement général et les différents classements annexes à l'issue de l'étape.

### Classement général
| Classement général | Classement général | Classement général | Classement général      | Classement général |
|                    | Coureur            | Pays               | Équipe                  | Temps              |
| ------------------ | ------------------ | ------------------ | ----------------------- | ------------------ |
| 1er                | Tadej Pogačar      | Slovénie           | UAE Team Emirates       | en 19 h 6 min 38 s |
| 2e                 | Remco Evenepoel    | Belgique           | Soudal Quick-Step       | + 45 s             |
| 3e                 | Jonas Vingegaard   | Danemark           | Team Visma-Lease a Bike | + 50 s             |
| 4e                 | Juan Ayuso         | Espagne            | UAE Team Emirates       | + 1 min 10 s       |
| 5e                 | Primož Roglič      | Slovénie           | Red Bull-Bora-Hansgrohe | + 1 min 14 s       |
| 6e                 | Carlos Rodríguez   | Espagne            | Ineos Grenadiers        | + 1 min 16 s       |
| 7e                 | Mikel Landa        | Espagne            | Soudal Quick-Step       | + 1 min 32 s       |
| 8e                 | João Almeida       | Portugal           | UAE Team Emirates       | + 1 min 32 s       |
| 9e                 | Giulio Ciccone     | Italie             | Lidl-Trek               | + 3 min 20 s       |
| 10e                | Egan Bernal        | Colombie           | Ineos Grenadiers        | + 3 min 21 s       |
| modifier           |                    |                    |                         |                    |

| Classement par points | Classement par points | Classement par points | Classement par points | Classement par points |
| --------------------- | --------------------- | --------------------- | --------------------- | --------------------- |
|                       | Coureur               | Pays                  | Équipe                | Point(s)              |
| 1er                   | Jonas Abrahamsen      | Norvège               | Uno-X Mobility        | 87 points             |
| 2e                    | Biniam Girmay         | Érythrée              | Intermarché-Wanty     | 83 pts                |
| 3e                    | Mads Pedersen         | Danemark              | Lidl-Trek             | 79 pts                |
| 4e                    | Kévin Vauquelin       | France                | Arkéa-B&B Hotels      | 60 pts                |
| 5e                    | Bryan Coquard         | France                | Cofidis               | 45 pts                |
| 6e                    | Tadej Pogačar         | Slovénie              | UAE Team Emirates     | 42 pts                |
| 7e                    | Fernando Gaviria      | Colombie              | Movistar Team         | 41 pts                |
| 8e                    | Jasper Philipsen      | Belgique              | Alpecin-Deceuninck    | 38 pts                |
| 9e                    | Quentin Pacher        | France                | Groupama-FDJ          | 35 pts                |
| 10e                   | Harold Tejada         | Colombie              | Astana Qazaqstan Team | 33 pts                |
| modifier              |                       |                       |                       |                       |

| Classement du meilleur grimpeur | Classement du meilleur grimpeur | Classement du meilleur grimpeur | Classement du meilleur grimpeur | Classement du meilleur grimpeur |
| ------------------------------- | ------------------------------- | ------------------------------- | ------------------------------- | ------------------------------- |
|                                 | Coureur                         | Pays                            | Équipe                          | Point(s)                        |
| 1er                             | Jonas Abrahamsen                | Norvège                         | Uno-X Mobility                  | 24 points                       |
| 2e                              | Tadej Pogačar                   | Slovénie                        | UAE Team Emirates               | 20 pts                          |
| 3e                              | Valentin Madouas                | France                          | Groupama-FDJ                    | 16 pts                          |
| 4e                              | Jonas Vingegaard                | Danemark                        | Team Visma-Lease a Bike         | 15 pts                          |
| 5e                              | Remco Evenepoel                 | Belgique                        | Soudal Quick-Step               | 12 pts                          |
| 6e                              | Stephen Williams                | Royaume-Uni                     | Israel-Premier Tech             | 10 pts                          |
| 7e                              | Carlos Rodríguez                | Espagne                         | Ineos Grenadiers                | 10 pts                          |
| 8e                              | Frank van den Broek             | Pays-Bas                        | Team dsm-firmenich PostNL       | 9 pts                           |
| 9e                              | Ion Izagirre                    | Espagne                         | Cofidis                         | 8 pts                           |
| 10e                             | Juan Ayuso                      | Espagne                         | UAE Team Emirates               | 8 pts                           |
| modifier                        |                                 |                                 |                                 |                                 |

| Classement général du meilleur jeune | Classement général du meilleur jeune | Classement général du meilleur jeune | Classement général du meilleur jeune | Classement général du meilleur jeune |
|                                      | Coureur                              | Pays                                 | Équipe                               | Temps                                |
| ------------------------------------ | ------------------------------------ | ------------------------------------ | ------------------------------------ | ------------------------------------ |
| 1er                                  | Remco Evenepoel                      | Belgique                             | Soudal Quick-Step                    | en 19 h 7 min 23 s                   |
| 2e                                   | Juan Ayuso                           | Espagne                              | UAE Team Emirates                    | + 25 s                               |
| 3e                                   | Carlos Rodríguez                     | Espagne                              | Ineos Grenadiers                     | + 31 s                               |
| 4e                                   | Matteo Jorgenson                     | États-Unis                           | Team Visma-Lease a Bike              | + 2 min 36 s                         |
| 5e                                   | Santiago Buitrago                    | Colombie                             | Bahrain Victorious                   | + 3 min 25 s                         |
| 6e                                   | Ilan Van Wilder                      | Belgique                             | Soudal Quick-Step                    | + 4 min 56 s                         |
| 7e                                   | Ben Healy                            | Irlande                              | EF Education-EasyPost                | + 7 min 27 s                         |
| 8e                                   | Javier Romo                          | Espagne                              | Movistar Team                        | + 8 min 15 s                         |
| 9e                                   | Tom Pidcock                          | Royaume-Uni                          | Ineos Grenadiers                     | + 11 min 38 s                        |
| 10e                                  | Oscar Onley                          | Royaume-Uni                          | Team dsm-firmenich PostNL            | + 11 min 57 s                        |
| modifier                             |                                      |                                      |                                      |                                      |

| Classement par équipes | Classement par équipes    | Classement par équipes | Classement par équipes |
|                        | Équipe                    | Pays                   | Temps                  |
| ---------------------- | ------------------------- | ---------------------- | ---------------------- |
| 1re                    | UAE Team Emirates         | Émirats arabes unis    | en 57 h 22 min 58 s    |
| 2e                     | Ineos Grenadiers          | Royaume-Uni            | + 4 min 54 s           |
| 3e                     | Soudal Quick-Step         | Belgique               | + 5 min 2 s            |
| 4e                     | Red Bull-Bora-Hansgrohe   | Allemagne              | + 6 min 34 s           |
| 5e                     | Bahrain Victorious        | Bahreïn                | + 11 min 27 s          |
| 6e                     | Movistar Team             | Espagne                | + 13 min 24 s          |
| 7e                     | Team Visma-Lease a Bike   | Pays-Bas               | + 17 min 39 s          |
| 8e                     | EF Education-EasyPost     | États-Unis             | + 23 min 37 s          |
| 9e                     | Lidl-Trek                 | États-Unis             | + 28 min 41 s          |
| 10e                    | Team dsm-firmenich PostNL | Pays-Bas               | + 34 min 33 s          |
| modifier               |                           |                        |                        |

## Abandons
Un coureur a abandonné : 
- Casper Pedersen (Soudal Quick-Step) : non partant[4]